# Emil Häfelin
Emil Häfelin (* 9. April 1921 in Winterthur; † 16. September 2001 in Marthalen) war ein Schweizer Maler, Zeichenlehrer und Bühnenbildner. Sein Werk umfasst Malerei, Aquarelle, Zeichnungen, Lithografie, Bühnenbilder und Wandmalerei.

## Leben und Werk
Emil Häfelin absolvierte nach der Matura eine Ausbildung als Zeichenlehrer, die er 1947 mit Diplom abschloss. Anschliessende Studienaufenthalte führten ihn nach in Italien, Frankreich und Spanien. Als Maler war er Autodidakt; als Zeichenlehrer unterrichtete er von 1947 bis 1985 an der Kantonsschule im Lee in Winterthur.
Emil Häfelin war ab 1944 Mitglied der Künstlergruppe Winterthur sowie von 1951 bis 1956 Vorstandsmitglied des Kunstvereins Winterthur sowie seit 1952 Mitglied der GSMBA. Seine Werke stellte er ab 1941 in zahlreichen Einzel- und Gruppenausstellungen aus. Von 1961 bis 1962 schuf Emil Häfelin Bühnenbilder für das Opernhaus Zürich. 1990 fand eine Retrospektive seiner Zeichnungen im Museum zu Allerheiligen statt. 1993 wurden seine Aquarelle im Kunstmuseum Winterthur ausgestellt. 2001/2002 fand eine Gedenkausstellung im Kunstmuseum Winterthur statt. 
Neben Aquarellen, an denen er jeweils wochenlang arbeitete, schuf Emil Häfelin eine Reihe von Wandbildern in öffentlichen Gebäuden, unter anderem im Gemeinderatssaal von Winterthur. Sein Nachlass wird in der Zentralbibliothek Zürich aufbewahrt. Emil Häfelin war ein Cousin von Georges Dulk.